# Filmografia de Natalie Portman

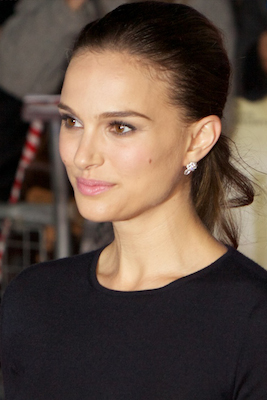
Portman na premiere de Thor: The Dark World (2013).

Lista-se, aqui, a filmografia de Natalie Portman, uma atriz, produtora e diretora norte-americana, nascida em Israel, estreou no cinema com o longa-metragem Léon: The Professional (1994), de Luc Besson, no qual interpretou uma assassina vingativa. Seguindo-se a esse trabalho, integrou o elenco do thriller criminal Heat (1995), de Michael Mann; da comédia romântica Beautiful Girls (1996), de Ted Demme; e da comédia de ficção científica Mars Attacks! (1996), de Tim Burton. Três anos depois, seu papel coadjuvante no drama Anywhere but Here (1999), como a precoce e responsável filha de uma mulher narcisista, interpretada por Susan Sarandon, levou a atriz a ser indicada pela primeira vez ao Globo de Ouro. Ainda em 1999, Natalie viveu Padmé Amidala no primeiro capítulo da trilogia de prequência de Star Wars, Star Wars Episode I: The Phantom Menace, trabalho pelo qual a artista recebeu reconhecimento internacional,  tornando a interpretar tal personagem nas sequências Star Wars Episode II: Attack of the Clones (2002) e Star Wars Episode III: Revenge of the Sith (2005).
Pela atuação como uma stripper no drama romântico Closer (2004), Portman recebeu o Globo de Ouro de melhor atriz coadjuvante em cinema, bem como uma nomeação ao Óscar de melhor atriz secundária. Dois anos depois, assumiu o papel da justiceira Evey Hammond no thriller político V for Vendetta, pelo qual recebeu o Prêmio Saturno de Melhor Atriz em cinema. Ainda em 2006, Natalie apresentou-se no programa Saturday Night Live. Em 2009, interpretou uma adúltera em The Other Woman, filme no qual também trabalhou como produtora executiva. Em 2010, sua atuação como uma bailarina mentalmente atormentada no thriller psicológico Black Swan, de Darren Aronofsky, foi reconhecida com a conquista do Oscar de melhor atriz, além dos prêmios Globo de Ouro de melhor atriz em filme dramático e BAFTA de melhor atriz em cinema.
Em 2011, Portman integrou o elenco das comédias No Strings Attached e Your Highness. No mesmo ano, interpretou Jane Foster, uma cientista e par romântico do protagonista de Thor. A atriz voltou a viver tal personagem na sequência Thor: The Dark World (2013) e Vingadores: Ultimato em forma de Flash back. Em 2015, estrelou o drama romântico Knight of Cups, de Terrence Malick, e fez sua estreia como diretora de cinema com o longa A Tale of Love and Darkness, adaptação da novela autobiográfica de mesmo nome escrita por Amos Oz.
Em 2021, Natalie interpretou a versão feminina de Thor em Thor: Love and Thunder . As informações foram confirmadas durante a San Diego Comic Con em 2019.

## Cinema
| Título                                     | Ano  | Papel(is)           | Diretor(es)              | Notas                                                                                    | Ref(s).       |
| ------------------------------------------ | ---- | ------------------- | ------------------------ | ---------------------------------------------------------------------------------------- | ------------- |
| Léon: The Professional                     | 1994 | Mathilda            | Luc Besson               |                                                                                          | [ 16 ]        |
| Developing                                 | 1995 | Nina                | Marya Cohn               | Curta-metragem                                                                           | [ 17 ] [ 18 ] |
| Heat                                       | 1995 | Lauren              | Michael Mann             |                                                                                          | [ 19 ]        |
| Beautiful Girls                            | 1996 | Marty               | Ted Demme                |                                                                                          | [ 20 ]        |
| Everyone Says I Love You                   | 1996 | Laura               | Woody Allen              |                                                                                          | [ 21 ]        |
| Mars Attacks!                              | 1996 | Taffy Dale          | Tim Burton               |                                                                                          | [ 22 ]        |
| Star Wars Episode I: The Phantom Menace    | 1999 | Padmé Amidala       | George Lucas             |                                                                                          | [ 23 ]        |
| Anywhere but Here                          | 1999 | Ann August          | Wayne Wang               |                                                                                          | [ 20 ]        |
| Where the Heart Is                         | 2000 | Novalee Nation      | Matt Williams            |                                                                                          | [ 20 ]        |
| Zoolander                                  | 2001 | Ela mesma           | Ben Stiller              | Pequena aparição                                                                         | [ 24 ]        |
| Star Wars Episode II: Attack of the Clones | 2002 | Padmé Amidala       | George Lucas             |                                                                                          | [ 25 ]        |
| Cold Mountain                              | 2003 | Sara                | Anthony Minghella        |                                                                                          | [ 20 ]        |
| Garden State                               | 2004 | Samantha            | Zach Braff               |                                                                                          | [ 20 ]        |
| Closer                                     | 2004 | Alice               | Patrick Marber           |                                                                                          | [ 26 ]        |
| Star Wars Episode III: Revenge of the Sith | 2005 | Padmé Amidala       | George Lucas             |                                                                                          | [ 27 ]        |
| Free Zone                                  | 2005 | Rebecca             | Amos Gitai               |                                                                                          | [ 28 ]        |
| V for Vendetta                             | 2006 | Evey Hammond        | James McTeigue           |                                                                                          | [ 20 ]        |
| Paris, je t'aime                           | 2006 | Francine            | Vários                   | Atua num segmento dirigido por Tom Tykwer.                                               | [ 29 ] [ 30 ] |
| Goya's Ghosts                              | 2006 | Inés/ Alicia        | Miloš Forman             |                                                                                          | [ 20 ]        |
| My Blueberry Nights                        | 2007 | Leslie              | Wong Kar-wai             |                                                                                          | [ 31 ]        |
| Hotel Chevalier                            | 2007 | Ex-namorada de Jack | Wes Anderson             | Curta-metragem                                                                           | [ 32 ]        |
| The Darjeeling Limited                     | 2007 | Ex-namorada de Jack | Wes Anderson             | Pequena aparição                                                                         | [ 32 ]        |
| Mr. Magorium's Wonder Emporium             | 2007 | Molly Mahoney       | Zach Helm                |                                                                                          | [ 33 ]        |
| The Other Boleyn Girl                      | 2008 | Anne Boleyn         | Justin Chadwick          |                                                                                          | [ 20 ]        |
| The Other Woman                            | 2009 | Emilia Greenleaf    | Don Roos                 | Também produtora executiva                                                               | [ 34 ]        |
| New York, I Love You                       | 2009 | Rifka               | Vários                   | Atua num segmento dirigido por Mira Nair. Portman também dirigiu e escreveu um segmento. | [ 35 ]        |
| Brothers                                   | 2009 | Grace Cahill        | Jim Sheridan             |                                                                                          | [ 36 ]        |
| Hesher                                     | 2010 | Nicole              | Spencer Susser           | Também produtora                                                                         | [ 37 ] [ 38 ] |
| Black Swan                                 | 2010 | Nina Sayers         | Darren Aronofsky         |                                                                                          | [ 39 ]        |
| No Strings Attached                        | 2011 | Emma Kurtzman       | Ivan Reitman             | Também produtora executiva                                                               | [ 40 ] [ 41 ] |
| Your Highness                              | 2011 | Isabel              | David Gordon Green       |                                                                                          | [ 20 ]        |
| Thor                                       | 2011 | Jane Foster         | Kenneth Branagh          |                                                                                          | [ 20 ]        |
| Illusions & Mirrors                        | 2013 | Young Woman         | Shirin Neshat            | Curta-metragem                                                                           | [ 42 ]        |
| Thor: The Dark World                       | 2013 | Jane Foster         | Alan Taylor              |                                                                                          | [ 20 ]        |
| The Seventh Fire                           | 2015 | —                   | Jack Pettibone Riccobono | Produtora executiva Documentário                                                         | [ 43 ]        |
| Knight of Cups                             | 2015 | Elizabeth           | Terrence Malick          |                                                                                          | [ 44 ]        |
| A Tale of Love and Darkness                | 2015 | Fania Oz            | Natalie Portman          | Também produtora e escritora                                                             | [ 45 ]        |
| Jane Got a Gun                             | 2016 | Jane Hammond        | Gavin O'Connor           | Também produtora Em pós-produção                                                         | [ 41 ] [ 46 ] |
| Pride and Prejudice and Zombies            | 2016 | —                   | Burr Steers              | Produtora Em pós-produção                                                                | [ 41 ] [ 47 ] |
| Jackie                                     | 2016 | Jackie Kennedy      | Pablo Larraín            |                                                                                          |               |
| Annihilation                               | 2018 | Lena                | Alex Garland             |                                                                                          | [ 48 ]        |
| Thor: Love and Thunder                     | 2022 | Jane Foster \| Thor | Taika Waititi            |                                                                                          | [ 49 ]        |
| Filme de Terrence Malick                   | TBA  | TBA                 | Terrence Malick          | Em pós-produção                                                                          | [ 50 ]        |
| Planetarium                                | TBA  | Laura Barlow        | Rebecca Zlotowski        | Em filmagem                                                                              | [ 51 ] [ 52 ] |

## Televisão
| Título                                    | Ano  | Papel     | Rede | Notas                                     | Ref(s). |
| ----------------------------------------- | ---- | --------- | ---- | ----------------------------------------- | ------- |
| Sesame Street                             | 2003 | Ela mesma | PBS  | Temporada 34, episódio 11                 | [ 53 ]  |
| Sesame Street                             | 2004 | Ela mesma | PBS  | Temporada 35, episódio 4                  | [ 54 ]  |
| Hitler's Pawn: The Margaret Lambert Story | 2004 | Narradora | HBO  | Documentário                              | [ 41 ]  |
| Saturday Night Live                       | 2006 | Convidada | NBC  | Episódio "Natalie Portman / Fall Out Boy" | [ 55 ]  |
| The Armenian Genocide                     | 2006 | Narradora | PBS  | Documentário                              | [ 56 ]  |
| The Simpsons                              | 2007 | Darcy     | FOX  | Dublagem Episódio "Little Big Girl"       | [ 57 ]  |
| The Simpsons                              | 2012 | Darcy     | FOX  | Dublagem Episódio "Moonshine River"       | [ 58 ]  |